# (2265) Verbaandert
(2265) Verbaandert ist ein Asteroid des Hauptgürtels, der am 17. Februar 1950 vom belgischen Astronomen Sylvain Julien Victor Arend in Ukkel entdeckt wurde.
Der Asteroid ist nach dem belgischen Geophysiker Jean Verbaandert benannt.